# Johnny "J"
Johnny Lee Jackson (28 de agosto de 1969 - 3 de octubre de 2008), conocido en la industria musical como Johnny "J", fue un productor musical, compositor y rapero que es recordado por sus producciones en los álbumes de Tupac Shakur All Eyez on Me y Me Against the World, y en varios póstumos. Nació en Juárez, México, y creció en South Central Los Angeles. Johnny "J" fue copropietario y CEO de Klock Work Entertainment.

## Biografía

### Primeras producciones
Johnny produjo el sencillo "Knockin' Boots" de su compañero Candyman, para su álbum Ain't No Shame in My Game de 1990, que fue certificado platino. También produjo demos con el rapero Shade Sheist, por entonces conocido como Shady Montage.

### 2Pac, Death Row y álbum en solitario (1993—1997)
Después de numerosas nominaciones para Candyman, Johnny J conoció a 2Pac y grabó nueve canciones con él en tres días. Seguidamente, Johnny produjo "Pour Out a Little Liquor", que apareció en la banda sonora de Above the Rim y en el álbum de 2Pac Thug Life: Volume 1. La banda sonora fue doble platino y ganó el premio a la mejor banda sonora del año en los premios de la revista The Source de 1995.
Johnny produjo la canción "Death Around The Corner" del tercer álbum en solitario de 2Pac Me Against The World. El álbum fue número 1 en la lista de Billboard 200.
Mientras 2Pac cumplía condena en prisión en 1995, Johnny J grabó y lanzó su álbum debut I Gotta Be Me, que contaba con dos sencillos: "Get Away From Me" (con video musical) y "Dig Um' Out". Johnny produjo el álbum íntegro, e incluso mostró sus habilidades con el micrófono en "Love's the Way". La base musical de la canción "Better Off" sería más tarde usada para "Picture Me Rollin'" del álbum All Eyez On Me de 2Pac en 1996.
Tras salir de la cárcel en 1995, 2Pac colaboró con Johnny J en su álbum debut en Death Row Records All Eyez On Me. El doble álbum fue lanzado al año siguiente, y Johnny J produjo los éxitos "All Bout U", "How Do U Want It" y "Life Goes On". También lo hizo con los temas "Thug Passion", "Shorty Wanna Be A Thug", "Wonda Why They Call U Bitch", "Run tha Streetz", "All Eyez on Me", "What'z Ya Phone #" y "Picture Me Rollin'"

### Otros proyectos (1997—2006)
Antes de la muerte de 2Pac, Johnny produjo 100 canciones para el rapero, un gran número de ellas aún no liberadas. Muchas de las colaboraciones de Johnny con 2Pac fueron remezcladas para álbumes póstumos como Until The End Of Time, Better Dayz y R U Still Down? (Remember Me), mientras que sólo unas pocas permanecieron en su forma original.
Johnny también compuso música para películas como Gridlock'd.  El primer artista con el que Johnny trabajó tras la muerte de 2Pac fue Bizzy Bone del grupo Bone Thugs-n-Harmony. Johnny produjo las canciones "Thugz Cry" y "Nobody Can Stop Me" del álbum Heavenz Movie, que posteriormente sería certificado oro.
Junto con Napoleon de Outlawz, y Val Young, Johnny lanzó "Never Forget" en 2004, un tributo a 2Pac. Un video musical fue lanzado junto con la canción, en el que aparecen muchos de los amigos más cercanos a 2Pac.

### Últimos años
A mediados de 2006, Johnny J lanzó una canción en honor a 2Pac por el décimo aniversario de su muerte que se incluía en el álbum recopilatorio del Dr. Mutulu Shakur titulado A 2Pac Tribute: Dare 2 Struggle. La canción fue escrita por Johnny e interpretada por el rapero T-Jay.
A mediados de 2008, el rapero iraní-canadiense Imaan Faith colaboró con Deejay Ra en su álbum debut Let The Truth Be Known en Universal Music Canada, que incluye una canción con Johnny J llamada "Goin 2 Da Top". También trabajó con Tatyana Ali en su segundo álbum The Light.
El 3 de octubre de 2008, Johnny falleció a la edad de 39. Mientras cumplía condena por conducción bajo los efectos del alcohol en el Twin Towers Correctional Facility en Los Ángeles, California, supuestamente se suicidó saltando desde un piso superior.

## Discografía

### Álbumes en solitario
- 1995: I Gotta Be Me